# Flygplatsvägen (Göteborg-Landvetter Airport)
Flygplatsvägen  er en vej i Härryda kommun, der forbinder Härryda med Göteborg-Landvetter Airport.
Den udgøre en vigtig transportrute mellem Göteborg og Landvetter Airport.
Vejen starter i Härrydavägen i Härryda og føres mod syd. Den passerer motorvej Riksväg 40 og Riksväg 27 frakørsel 77 Härryda/Landvetter Airport hvor der er forbindelse mod Göteborg og Jönköping. Den passerer derefter frakørsel mod Airport City og Flygvingevägen.
Vejen fortsætter videre og ender i Göteborg-Landvetter Airport.
Vejen har en hastighedsgrænse på 60 km/t.
- Härrydavägen
- 77 Härryda 40 27 → Göteborg, Jönköping
- Airport City
- Göteborg-Landvetter Airport